# Hermann Marwede (vaixell)
El Hermann Marwede (SK 29) és el vaixell de recerca i rescat més gran de la mar del Nord i l'únic de la classe 46m del servei de restat alemany Deutsche Gesellschaft zur Rettung Schiffbrüchiger (DGzRS). És considerat el vaixell de rescat més gran del món té la base a l'estació marítima de l'illa de Helgoland.

## El vaixell
Amb una llargada de 46 metres, una amplada de 10,66 metres i un calat de 2,80 metres, el vaixell pot assolir una velocitat de 25 nusos (aproximadament uns 46 km/h). Compta amb un motor central (de 2.720 kW (3.700 CV) i dos motors laterals de 2.040 kW (2.775 CV) cadascun, que ofereixen una potència total del motor de 6.800 kW (9.250 CV). Gràcies a dos propulsors de proa accionats hidràulicament de 105 kW (42 CV) cadascun, es pot posicionar amb precisió durant les maniobres operatives i portuàries. El vaixell té una autonomia de 920 milles marines o 1.700 km. Quan viatja a una velocitat més lenta de 15 kn, pot arribar a fer-ne 2.120.
Actualment està equipat amb un bot inflable semirígid amb cabina tancada, ubicat a la tina de popa, de 8,90 metres d'eslora i 3,60 metres d'amplada i està equipat amb dos propulsors a reacció i fa una velocitat màxima de 32 nusos (aproximadament 59 km/h). Gràcies al calat poc profund de 0,65 metres, també es pot utilitzar en aigües poc profundes, per exemple al voltant de bancs de sorra.
La tripulació permanent està formada per 16 navegants i tècnics, set dels quals formen la tripulació que està de servei a bord les 24 hores del dia durant dues setmanes perquè pugui salpar en qualsevol moment.

## Història
L'any 2000, la DGzRS va decidir construir el vaixell de rescat més gran i potent fins al moment. L'encàrrec del vaixell, d'uns 46 metres d'eslora i 404 tones de desplaçament, es va adjudicar a la drassana Fassmer Werft de Berna/Motzen, situada a la riba esquerra del riu Weser. El casc va ser subcontractat l'empresa polonesa Aluship Gdańsk de Gdańsk. Finalment el vaixell va ser batejat el 27 de juny de 2003 en honor a l'empresari i director de la cervesera Beck's i patrocinador de la DGzRS, Hermann Marwede.
L'embarcació filla Verena, inialment ubicada a la tina de popa, es va construir a la drassana Lürssen Werft. El 2012, aquesta embarcació original es va canviar per un bot inflable semirígid amb el mateix nom.

## Curiositat
L'empresa alemanya de modelisme Revell comercialitza la maqueta per muntar del Hermann Marwede a escala 1:200.